# Swin (rivière)
La rivière Swin  est une rivière de la région de  Canterbury dans l’Île du Sud de la Nouvelle-Zélande. 

## Géographie
Elle s’écoule vers le sud-ouest à partir de la chaîne de  «Taylor Range» pour atteindre la berge sud-est du Lac Heron.